# Плисецкий, Азарий Михайлович
Аза́рий Миха́йлович Плисе́цкий (род. 13 июля 1937 года, Москва, РСФСР, СССР) — артист балета, педагог и хореограф. Представитель театральной династии Плисецких — Мессерер: сын Михаила Плисецкого и актрисы Рахили Мессерер, младший брат Александра и Майи Плисецких. Заслуженный артист РСФСР (1976).
Живёт в Швейцарии.

## Биография

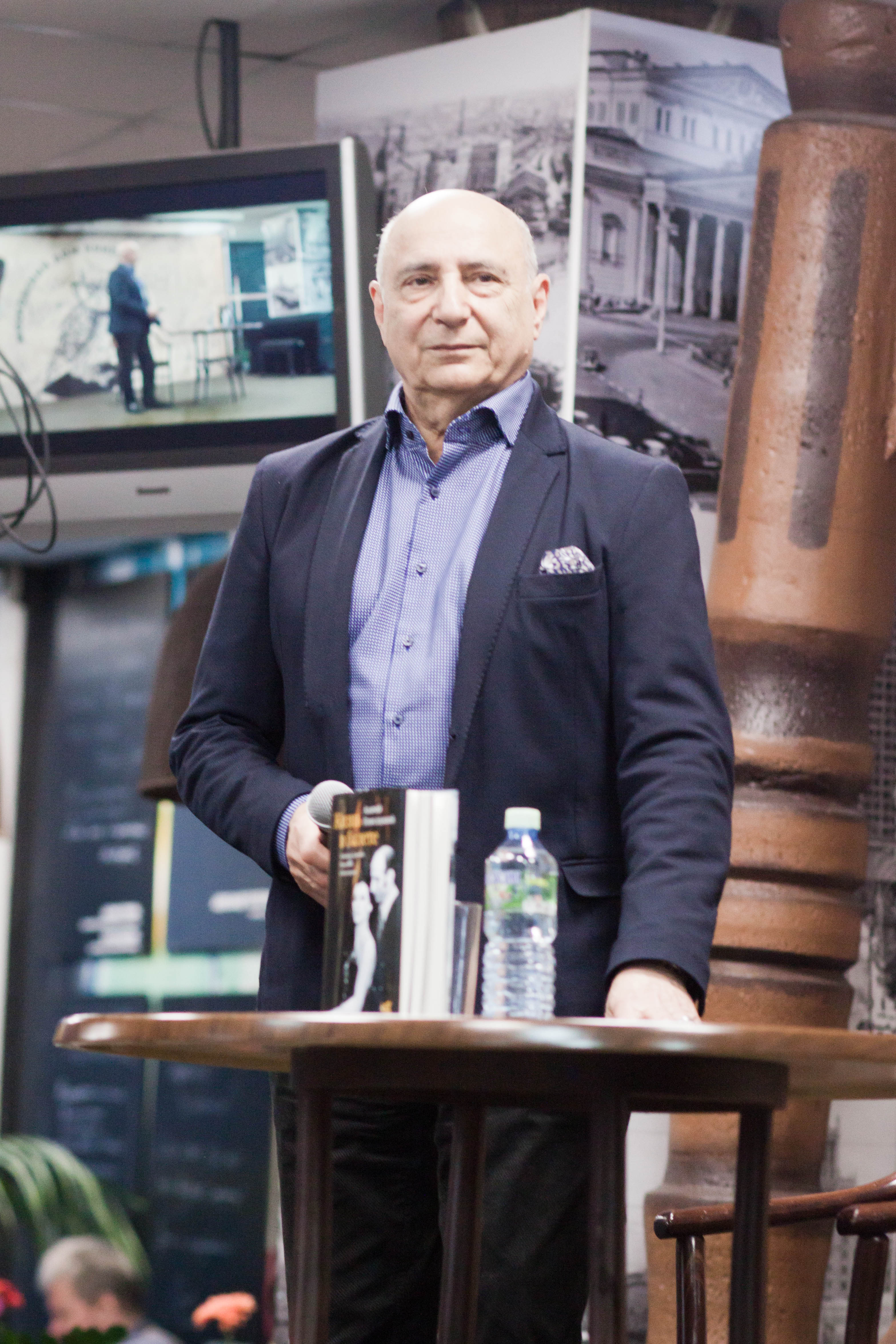
На презентации книги «Жизнь в балете», 2018

Родился 13 июля 1937 года в Москве в семье советского деятеля Михаила Плисецкого и актрисы немого кино Рахиль Мессерер. Своего отца никогда не видел — тот был арестован 30 апреля 1937 года по обвинению в шпионаже и расстрелян 8 января 1938 года, в период Большого террора. Весной, когда ему не было ещё и года, также арестовали и мать. Вместе с ней Азарий провёл первые годы своей жизни сначала в Бутырской тюрьме, затем в Акмолинском лагере жён изменников Родины, и, с осени 1939 года, — на поселении в Чимкенте (Казахстан). Вместе с матерью вернулся в Москву три года спустя, весной 1941 года.
Поступил в Московское хореографическое училище, которое окончил в 1956 году. После выпуска не был принят в труппу Большого театра, поскольку там «и так слишком много Плисецких». Год спустя, в 1957 году, смог добиться того, чтобы его всё-таки взяли в театр. Участвовал в первых гастролях балетной труппы Большого театра в США. В 1962 году решил принять приглашение работать на Кубе, от которого сперва отказывался. В Кубинском национальном балете был премьером труппы и партнёром прима-балерины Алисии Алонсо. Также начал преподавать классический танец, занимаясь с классом мальчиков. Там же на Кубе стал пробовать свои силы как хореограф, делая постановки для сценической практики своих учеников.
В 1964 году участвовал в I Международном конкурсе артистов балета в Варне (Болгария) в качестве партнёра сразу трёх кубинских балерин-конкурсанток: Мирты Пла, Авроры Бош и Лойпы Араухо. Был отмечен жюри специальным дипломом за партнёрство. Вскоре после окончания конкурса женился на Лойпе Араухо.
В 1969 году окончил театроведческий факультет ГИТИСа. Оставив Кубу, начал преподавать в разных странах. Сотрудничал во Франции с балетмейстером Роланом Пети, в Испании с Мадридским королевским балетом. Также работал в Японии, где осуществил постановки балетов «Дон Кихот», «Ромео и Джульетта» и «Дама с камелиями».
Как педагог особенно тесно работает с «Балетом Бежара». С 1992 года — педагог-репетитор школы-студии Мориса Бежара «Рудра».
Работал в Нью-Йорке в Школе американского балета. В 2006 году также проводил мастер-классы в Центре искусств Михаила Барышникова. В 2008 и 2014 году побывал в России, где провёл мастер-классы в Большом театре, а также в Санкт-Петербурге и Новосибирске.

### Личная жизнь
Азарий Плисецкий — большой любитель киносъёмки. В его личном архиве — заснятая им хроника многих балетных событий, известных артистов, включая сестру Майю Плисецкую, и других знаменитых деятелей своей эпохи.
Жена Азария Плисецкого Любовь Киви-Минскер.

## Награды и звания
- 1964 — диплом за партнёрство I Международного конкурса артистов балета, Варна (Болгария).
- 1976 — Заслуженный артист РСФСР (25 мая 1976 года) — за заслуги в развитии советского искусства и в связи с 200-летием Государственного академического Большого театра СССР[4][5].
- 2017 — Орден Дружбы (21 августа 2017 года, Россия) — за заслуги в укреплении дружбы и сотрудничества между народами, плодотворную деятельность по сближению и взаимообогащению культур наций и народностей[6].